# Ryūzō Yanagimachi

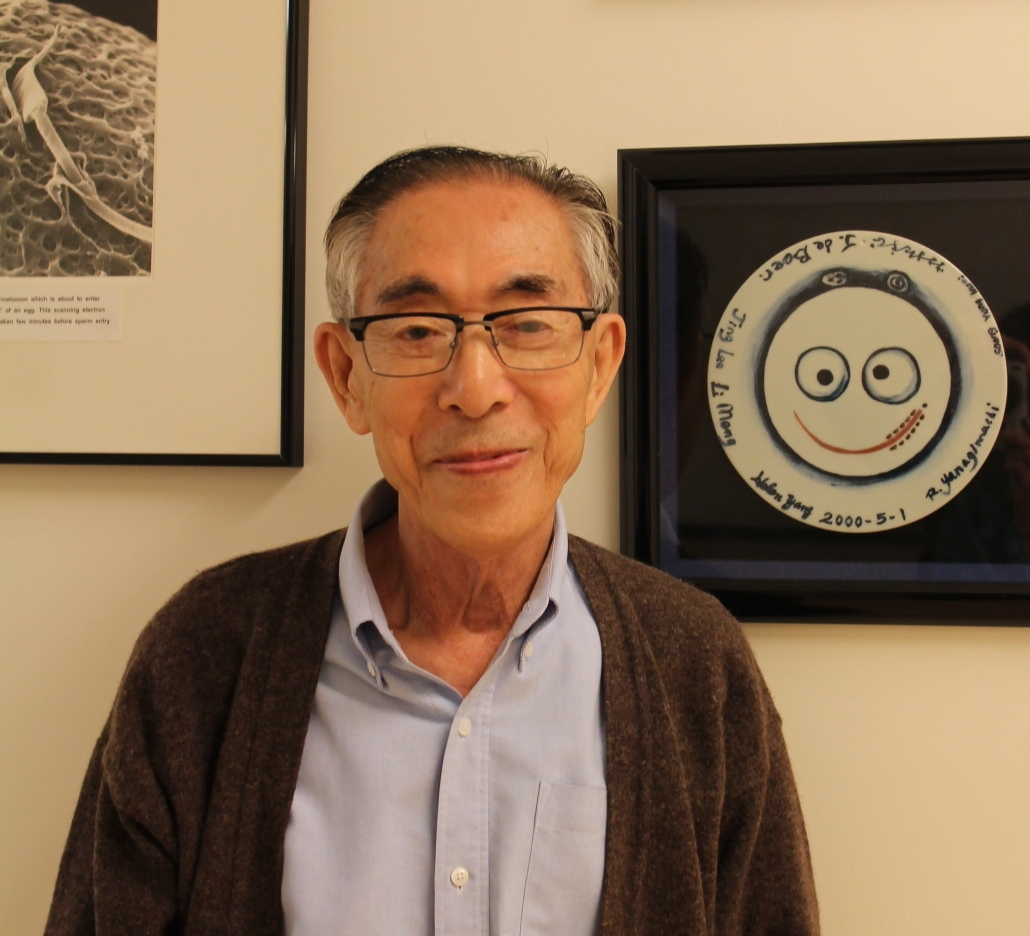
Ryūzō Yanagimachi (2014)

Ryūzō Yanagimachi (jap. 柳町 隆造, Yanagimachi Ryūzō; * 27. August 1928; † 27. September 2023) war ein japanischer Fortpflanzungsbiologe. Er war ein Pionier in der begleitenden Befruchtung wie der In-vitro-Fertilisation und der direkten Spermieninjektion in die Eizelle (im Allgemeinen auch Intrazytoplasmatische Spermieninjektion oder ICSI genannt), welche heute auf der ganzen Welt in den Kliniken verbreitet sind. Er war außerdem ein Pionier auf dem Gebiet des Klonens. Im Jahr 1997 wurden in seinem Labor an der Universität von Hawaii erfolgreich Mäuse geklont unter der Verwendung der Honolulu-Technik. Das erste war ein Weibchen namens Cumulina aus den Zellen in der Umgebung der Eierstöcke bei Mäusen.

## Leben
Ryūzō Yanagimachi erhielt 1952 einen Bachelor in Zoologie und promovierte 1960 in Tier-Embryologie an der Universität Hokkaidō. Dann lehrte er für ein Jahr an einer Oberschule, weil er keine Forschungsstelle finden konnte. Yanagimachi beantragte dann eine Habilitationsstelle bei Min Chueh Chang bei der Worcester Foundation for Experimental Biology in Shrewsbury, Massachusetts. Er bekam die Anstellung und entdeckte, wie man Hamstereizellen künstlich befruchtet. Diese Arbeit führte zur künstlichen Befruchtung der Eier von Menschen und anderen Spezies von Säugetieren. Im Jahr 1964 kehrte er zur Hokkaido-Universität als Lehrbeauftragter zurück mit der Möglichkeit, später eine Professur zu bekommen. Diese wurde jedoch nie an ihn vergeben.
1966 stieß Yanagimachi als Assistenz-Professor zur Universität von Hawaii und wurde dann ordentlicher Professor der Anatomie, Biochemie, Physiologie und Fortpflanzungsbiologie an der John A. Burns School of Medicine. Nachdem er 38 Jahre für die Universität von Hawaii tätig war, emeritierte er Ende 2004, aber arbeitete danach weiterhin mit jungen Leuten.
Er war verheiratet mit einer ehemaligen Kinderpsychologin. Sie konnte aufgrund der sprachlichen Barriere keine Arbeit auf ihrem Gebiet finden und fing schließlich in seinem Labor als Elektronenmikroskopikerin an zu arbeiten.
Er verstarb am 27. September 2023 im Alter von 95 Jahren.

## Wissenschaftliche Arbeit

### Klonen
Im Juli 1998 veröffentlichte Yanagimachis Labor in der Fachzeitschrift „Nature“ das Klonen von Mäusen aus erwachsenen Zellen. Yanagimachi nannte diese neue Technik des Klonens, die sie entwickelt hatten, die "Honolulu Technik".
Die erste Maus wurde Cumulina genannt, nach den Cumuluszellen, deren Kerne verwendet wurden, um sie zu klonen. Ab der Veröffentlichung wurden über 50 Mäuse über 3 Generationen durch diese Technik geschaffen.
Diese Arbeit wurde von einem internationalen Team von Wissenschaftlern genannt "Team Yanagimachi" oder kurz "Team Yana" gemacht. Dieses Team bestand aus den Co-Autoren Teruhiko "Teru" Wakayama (auch ein gebürtiger Japaner), Anthony "Toni" Perry (Großbritannien), Maurizio Zuccotti (Italien) und KR Johnson (USA).
Das Yanagimachi Labor zog nach über 30 Jahren aus ihrem Lager in einem Warenhaus in den Turm des neu gegründeten Instituts für Forschung und Biogenetik der John A. Burns School of Medicine. Geld und Ruhm ermöglichte die Veröffentlichung des Artikels im „Nature“.
Das Yanagimachi Labor und seine ehemaligen Mitarbeiter machten weiterhin Fortschritte im Klonen. Das erste männliche Tier aus erwachsenen Zellen wurde 1999 bekannt gegeben. Im Jahr 2004 wurden Zellen einer unfruchtbaren Maus geklont. Dieser Fortschritt kann verwendet werden, um viele unfruchtbare Tiere für den Einsatz in der Forschung bei der menschlichen Unfruchtbarkeit einzusetzen.
Mäuse, die mittels der Honolulu-Technik geklont wurden, werden im Bishop Museum in Honolulu, Hawaii, und im Museum of Science and Industry in Chicago, Illinois, ausgestellt.

### Hauptarbeit vor und nach 1960
Vor seinem Studium der Säugetier-Befruchtung im Jahr 1960 studierte Yanagimachi die Befruchtung bei Fischen (Heringe) und die sexuelle Anordnung der Wurzelkrebse (parasitäre barnacles). Im Fisch entdeckte er calcium-abhängige, chemotaktische Bewegungen von Spermien in die Mikropyle (Eintrittsstelle im Ei für den Samen), durch die die Eizelle durch den Samen befruchtet wird. Bei Wurzelkrebsen fand er, dass die Erwachsenen nicht, wie allgemein gedacht, Zwitter sind, sondern bisexuell. Ein sogenanntes „Testis“ in einem erwachsenen Tier ist ein Rezeptakulum von Zellen aus männlichen Larven. Diese Entdeckung revolutionierte biologische Studien von Wurzelkrebsen und verwandten Tieren.
Sein Hauptwerk seit 1960 war die Analyse des Prozesses und des Mechanismus der natürlichen Befruchtung bei Säugetieren und die Entwicklung der begleitenden Technologien der Befruchtung.
Während seiner Zeit bei der Worcester Foundation wies er nach und zeichnete den gesamten Prozess der Spermienpenetration durch die Zona pellucida und die Fusion mit dem lebenden Ei (Hamster) auf, was das erste Mal bei Säugetieren war.
Yanagimachis umfassender Bericht über die künstliche Befruchtung im Jahr 1994 veröffentlicht in „Physiologie der Reproduktion“ (Knobil & Neill eds, Raven Press) ist ein Klassiker. Seine Gruppe leistete Pionierarbeit bei der intrazytoplasmischen Spermieninjektion, welche die männliche Unfruchtbarkeit überwunden hat. Sie waren die ersten, die normale (Maus) Nachkommen herstellten mit Prä-Spermienzellen, wie runde Spermatiden und Spermatozyten sowie gefriergetrockneten Spermien.
Er ging 2005 in Rente, arbeitete aber weiterhin im Bereich der künstlichen Befruchtung und begann mit Fischen und Insekten zu arbeiten.

## Preise und Auszeichnungen
- Zoological Society Prize, Japan, 1977
- Research Award, Society of Study of Reproduction, USA, 1982
- University of Hawaii Regents Medal for Excellence in Research,
- Recognition Award, Serono Symposia USA, 1989
- Marshall Medal, Society for the Study of Fertility, UK, 1994
- International Prize of Biology, Japan, 1996
- Honorable Degree of Philosophy from the University of Rome,
- Distinguished Andrologist Award, American Society of Andrology, USA, 1998
- Induction to the Polish Academy of Sciences, Poland, 1998
- Carl. G. Hartmann Award, Society for the Study of Reproduction, USA, 1999
- Honorable Degree of Philosophy from the University of Pavia,
- Honorary Member, European Society of Human Reproduction and Embryology, 1999
- Pioneer Award, International Embryo Transfer Society, 2000
- Induction to the National Academy of Sciences, USA, 2001
- Honorable Degree of Philosophy from the Hokkaido University,
- Induction to Hall of Honor, The National Institute of Child Health and Human Development, USA, 2003
- Donald Henry Barron Lecture, University of Florida, 2003
- Pioneer Award in Reproduction Research, 2012[2]
- Kyoto-Preis, 2023